# Alex Garcia (lutador)
Alex Garcia (Santiago de los Caballeros, 14 de julho de 1987) é um lutador dominicano de artes marciais mistas, atualmente compete no peso-meio-médio do Ultimate Fighting Championship.

## Carreira no MMA
Garcia fez sua estreia profissional no verão de 2009 contra Joel Vales no AFC 1. Ele venceu por finalização no primeiro round. Garcia então venceu suas cinco próximas lutas encerrando todas. Garcia experimentou sua primeira derrota nas mãos do veterano do UFC Seth Baczynski por nocaute no Ringside MMA 10, a luta foi pelo Título Meio Médio Interino do Ringside. Após a derrota, Garcia então venceu mais quatro lutas seguidas, terminando três no primeiro round.

### Ultimate Fighting Championship
Em 8 de Outubro de 2013 foi anunciado que Garcia havia assinado com o UFC e era esperado para fazer sua estréia no UFC Fight Night: Hunt vs. Pezão contra o também estreante Andreas Stahl. Stahl teve que se retirar da luta com uma lesão. O novo oponente de Garcia para o evento foi o ex-membro do TUF Smashes Ben Wall. Garcia venceu a luta por nocaute com apenas 43 segundos do primeiro round.
Garcia derrotou Sean Spencer por decisão dividida em 15 de Março de 2014 no UFC 171. Garcia enfrentaria o estreante no UFC, Matt Dweyer em 2 de Agosto de 2014 no UFC 176. No entanto, devido a uma lesão de José Aldo que faria o evento principal, o evento foi cancelado. A luta foi movida para 23 de Agosto de 2014 no UFC Fight Night: Henderson vs. dos Anjos e seu adversário mudado para Neil Magny. Ele foi derrotado por decisão unânime em uma decisão muito polêmica.
Garcia enfrentou Mike Swick em 11 de Julho de 2015 no UFC 189 e o venceu por decisão unânime.
Garcia enfrentou Sean Strickland em 21 de Fevereiro de 2016 no UFC Fight Night: Cowboy vs. Cowboy e foi nocauteado no terceiro round.

## Cartel no MMA
| Cartel no MMA   |             |            |
| 21 lutas        | 15 vitórias | 6 derrotas |
| Por nocaute     | 6           | 2          |
| Por finalização | 6           | 0          |
| Por decisão     | 3           | 4          |

| Res.    | Cartel | Oponente          | Método                       | Evento                                   | Data       | Round | Tempo | Local                         | Notas                                        |
| ------- | ------ | ----------------- | ---------------------------- | ---------------------------------------- | ---------- | ----- | ----- | ----------------------------- | -------------------------------------------- |
| Derrota | 15-6   | Court McGee       | Decisão (unânime)            | UFC Fight Night: Volkan vs. Smith        | 27/10/2018 | 3     | 5:00  | Moncton, New Brunswick        |                                              |
| Derrota | 15-5   | Ryan LaFlare      | Decisão (unânime)            | UFC Fight Night: Barboza vs. Lee         | 21/04/2018 | 3     | 5:00  | Atlantic City, New Jersey     |                                              |
| Vitória | 15-4   | Muslim Salikhov   | Finalização (mata leão)      | UFC Fight Night: Bisping vs. Gastelum    | 25/11/2017 | 2     | 3:22  | Xangai                        |                                              |
| Derrota | 14-4   | Tim Means         | Decisão (unânime)            | UFC Fight Night: Chiesa vs. Lee          | 25/06/2017 | 3     | 5:00  | Cidade de Oklahoma            |                                              |
| Vitória | 14-3   | Mike Pyle         | Nocaute (soco)               | UFC 207: Nunes vs. Rousey                | 30/12/2016 | 1     | 3:34  | Las Vegas, Nevada             | Performance da Noite.                        |
| Derrota | 13-3   | Sean Strickland   | Nocaute Técnico (socos)      | UFC Fight Night: Cowboy vs. Cowboy       | 21/02/2016 | 3     | 4:25  | Pittsburgh, Pennsylvania      |                                              |
| Vitória | 13-2   | Mike Swick        | Decisão (unânime)            | UFC 189: Mendes vs. McGregor             | 11/07/2015 | 3     | 5:00  | Las Vegas, Nevada             |                                              |
| Derrota | 12-2   | Neil Magny        | Decisão (unânime)            | UFC Fight Night: Henderson vs. dos Anjos | 23/08/2014 | 3     | 5:00  | Tulsa, Oklahoma               |                                              |
| Vitória | 12-1   | Sean Spencer      | Decisão (dividida)           | UFC 171: Hendricks vs. Lawler            | 15/03/2014 | 3     | 5:00  | Dallas, Texas                 |                                              |
| Vitória | 11-1   | Ben Wall          | Nocaute (socos)              | UFC Fight Night: Hunt vs. Pezão          | 07/12/2013 | 1     | 0:43  | Brisbane, Queensland          | Estreia no UFC.                              |
| Vitória | 10-1   | Chris Heatherly   | Finalização (mata leão)      | Challenge MMA 2 - Think Big              | 17/08/2013 | 1     | 1:42  | Montreal, Quebec              |                                              |
| Vitória | 9-1    | Ryan Dickson      | Decisão (unânime)            | Challenge MMA 1 - Sensations             | 11/05/2013 | 3     | 5:00  | St-Jean-sur-Richelieu, Quebec |                                              |
| Vitória | 8-1    | Stephane Lamarche | Finalização (mata leão)      | Slamm 1 - Garcia vs. Lamarche            | 30/11/2012 | 1     | 1:58  | Montreal, Quebec              |                                              |
| Vitória | 7-1    | Matt MacGrath     | Nocaute (socos)              | Ringside MMA 12 - Daley vs. Fioravanti   | 21/10/2011 | 1     | 0:34  | Montreal, Quebec              |                                              |
| Derrota | 6-1    | Seth Baczynski    | Nocaute (socos)              | Ringside MMA 10 - Cote vs. Starnes       | 09/04/2011 | 2     | 2:44  | Montreal, Quebec              | Pelo Título Meio Médio Interino do Ringside. |
| Vitória | 6-0    | Tyler Jackson     | Finalização (mata leão)      | Ringside MMA 9 - Payback                 | 13/11/2010 | 1     | 4:51  | Montreal, Quebec              |                                              |
| Vitória | 5-0    | Ricky Goodall     | Finalização (mata leão)      | Ringside MMA 7 - No Escape               | 18/06/2010 | 1     | 4:05  | Montreal, Quebec              |                                              |
| Vitória | 4-0    | Jaret MacIntosh   | Nocaute Técnico (socos)      | Ringside MMA 6 - Rage                    | 10/04/2010 | 1     | 0:44  | Montreal, Quebec              |                                              |
| Vitória | 3-0    | Matt Northcott    | Nocaute Técnico (socos)      | Ringside MMA 5 - Triple Threat           | 30/01/2010 | 3     | 3:44  | Montreal, Quebec              |                                              |
| Vitória | 2-0    | T.J. Coletti      | Nocaute Técnico (socos)      | MFL 1 - The Beginning                    | 17/10/2009 | 1     | 3:34  | Montreal, Quebec              |                                              |
| Vitória | 1-0    | Joel Vales        | Finalização (chave de braço) | AFC 1 - Alianza Full Contact             | 28/08/2009 | 1     | 1:24  | Santo Domingo                 |                                              |